# ارين دبليو. دونكان
ارين دبليو. دونكان (بالإنجليزية: Warren W. Duncan)‏ هو قاضي أمريكي، ولد في 21 يناير 1857، وتوفي في 11 أبريل 1938.